# Lê Quang Lưỡng
Lê Quang Lưỡng (1932-2005), nguyên là một tướng lĩnh Nhảy dù của Quân lực Việt Nam Cộng hòa, cấp bậc Chuẩn tướng. Ông xuất thân từ những khóa đầu tiên tại trường Sĩ quan Trừ bị do Quân đội Pháp và Chính phủ Quốc gia Việt Nam mở ra ở miền Nam Việt Nam. Ra trường, ông được tuyển vào đơn vị Nhảy dù và đã phục vụ Binh chủng này trong suốt thời gian tại ngũ của mình. Ông cũng là vị Tư lệnh cuối cùng của Sư đoàn Nhảy dù (1972-1975).

## Tiểu sử & Binh nghiệp
Ông sinh vào tháng 8 năm 1932 trong một gia đình khá giả tại tỉnh Thủ Dầu Một (sau đổi thành Bình Dương), miền Đông Nam phần Việt Nam. Thiếu thời, ông học Tiểu học ở Thủ Dầu Một. Khi lên Trung học, ông được gia đình gửi về Sài Gòn học ở trường Trung học Tư thục Huỳnh Khương Ninh, tốt nghiệp với văn bằng Tú tài bán phần (Part I).

### Quân đội Quốc gia Việt Nam
Tháng 11 năm 1953, thi hành lệnh động viên ông nhập ngũ vào Quân đội Quốc gia mang số quân: 52/182.618. Theo học khóa 4 Cương Quyết tại trường Sĩ quan Trừ bị Thủ Đức, khai giảng ngày 17 tháng 11 năm 1953. Ngày 1 tháng 6 năm 1954 mãn khóa tốt nghiệp với cấp bậc Thiếu úy. Ra trường, ông tình nguyện gia nhập vào đơn vị Nhảy dù. Ngay sau đó, theo học khóa huấn luyện căn bản Binh chủng tại Trung tâm Huấn luyện Nhảy dù ở Bà Quẹo, Tân Sơn Nhứt, Gia Định. Đến ngày 18 tháng 6 năm 1954 mãn khóa. Đầu tháng 7 ra đơn vị làm Trung đội trưởng thuộc Tiểu đoàn 5 Nhảy dù đồn trú tại Bưởi cạnh Hồ tây và Đền Quán Thánh, Hà Nội. Sau Hiệp định Genève (ký kết ngày 20 tháng 7 năm 1954), ông theo đơn vị vào Nam bằng đường không vận từ Hà Nội đến Đà Nẵng. Tháng 10, từ Đà Nẵng Tiểu đoàn 5 di chuyển bằng hỏa xa vào đồn trú tại Đồng Đế, Nha Trang.

### Quân đội Việt Nam Cộng hòa
Tháng 3 năm 1955, Tiểu đoàn được lệnh từ Nha Trang bằng hỏa xa chuyển quân về Sài Gòn-Chợ Lớn, hành quân truy kích Lực lượng Bình Xuyên của Thiếu tướng Lê Văn Viễn (tự Bảy Viễn) ra khỏi khu vực Đô thành.
Ngày 1 tháng 6 năm 1956, sáu tháng sau thời điểm Quân đội Quốc gia đổi tên thành Quân đội Việt Nam Cộng hòa, ông được thăng cấp Trung úy và được cử làm Đại đội trưởng Đại đội 1 của Tiểu đoàn 5 Nhảy dù. Đến cuối năm 1960, ông được chuyển nhiệm vụ lên Bộ chỉ huy Tiểu đoàn giữ chức vụ Trưởng ban 3, Đặc trách Kế hoạch Hành quân.
Đầu tháng 11 năm 1963, sau cuộc đảo chính Tổng thống Ngô Đình Diệm (ngày 1 tháng 11). Ngày 3 tháng 11 ông được thăng cấp Đại úy và giữ chức vụ Tiểu đoàn phó. tháng 2 năm 1964, sau cuộc Chỉnh lý ngày 30 tháng 1, ông được cử theo học khóa Tiểu đoàn trưởng, tốt nghiệp Thủ khoa, mãn khóa trở về đơn vị giữ chức vụ cũ. Đầu tháng 9 năm 1965, ông nhận lệnh thành lập Tiểu đoàn 2 Nhảy dù, đồng thời được chỉ định làm Tiểu đoàn trưởng đầu tiên của đơn vị này.
Ngày Quân lực 19 tháng 6 năm 1966, ông được thăng cấp Thiếu tá và được cử tháp tùng phái đoàn trong Bộ Tổng tham mưu đi du hành tham quan Okinawa, Nhật Bản. Ngày Quốc khánh Đệ Nhị Cộng hòa 1 tháng 11 năm 1967, ông được chỉ định làm Chiến đoàn trưởng Chiến đoàn 1 Nhảy dù thay thế Trung tá Hồ Trung Hậu.
Đầu tháng 1 năm 1968, Chiến đoàn 1 Nhảy dù được đổi tên thành Lữ đoàn 1 Nhảy dù, ông là Lữ đoàn trưởng. Ngày Quốc khánh 1 tháng 11 năm 1968, ông được thăng cấp Trung tá tại nhiệm. Ngày Quân lực 19 tháng 6 năm 1970, ông được thăng cấp Đại tá tại nhiệm. Trong chiến dịch Lam Sơn 719, ông chỉ huy Lữ đoàn hành quân sang Hạ Lào từ đầu tháng 2 đến đầu tháng 4 năm 1971.
Sau trận chiến "Mùa hè đỏ lửa" năm 1972, từ tháng 6 đến tháng 7, ông chỉ huy các đơn vị trực thuộc Lữ đoàn tái chiếm Quảng trị. Hạ tuần tháng 8 cùng năm, ông được lệnh bàn giao Lữ đoàn 1 Nhảy dù lại cho Đại tá Lê Văn Ngọc. Ngay sau đó ông được thăng cấp Chuẩn tướng. Đầu tháng 9, ông được cử làm Phụ tá hành quân cho Tư lệnh Sư đoàn. Đến giữa tháng 9, ông được chỉ định vào chức vụ Tư lệnh phó Sư đoàn Nhảy dù, đồng thời nhận trách nhiệm Xử lý Thường vụ chức vụ Tư lệnh khi đương nhiệm Tư lệnh Sư đoàn bị lâm bệnh.
Ngày lễ Quốc khánh 1 tháng 11 năm 1972, ông được bổ nhiệm chính thức chức vụ Tư lệnh Sư đoàn Nhảy dù thay thế Trung tướng Dư Quốc Đống.
- Sư đoàn Nhảy dù vào thời điểm cuối cùng của tháng 3, tháng 4 năm 1975, nhân sự trong Bộ tư lệnh Sư đoàn và chỉ huy các Lữ đoàn được phân bổ trách nhiệm như sau:

-Tư lệnh - Chuẩn tướng Lê Quang Lưỡng
-Tư lệnh phó - Đại tá Trương Vĩnh Phước
-Tham mưu trưởng - Đại tá Văn Bá Ninh
-Chỉ huy Pháo binh - Đại tá Nguyễn Văn Tường
-Lữ đoàn 1 - Trung tá Nguyễn Văn Đỉnh
-Lữ đoàn 2 - Đại tá Nguyễn Thu Lương
-Lữ đoàn 3 - Trung tá Trần Đăng Khôi
-Lữ đoàn 4 - Trung tá Lê Minh Ngọc
Ngày 25 tháng 6 năm 1973, ông được cử trách nhiệm hướng dẫn phái đoàn gồm 35 chiến sĩ xuất sắc đi tham quan tại Trung hoa Quốc gia (Đài Loan).
Tháng 9 năm 1974, ông chỉ huy 2 Lữ đoàn 1 và 3 hành quân tái chiếm Chi khu (Quận) Thượng Đức thuộc Tiểu khu (Tỉnh) Quảng Nam, cách Đà Nẵng khoảng 60 cây số về hướng tây nam đã bị đối phương chiếm vào lúc 8 giờ 30 sáng ngày 7 tháng 8 năm 1974.
-Tái chiếm lần thứ nhất vào ngày 19 tháng 9
-Tái chiếm lần thứ hai vào ngày 11 tháng 11 sau 3 ngày phản công. Đến cuối năm, ông cùng đơn vị rút ra khỏi Thượng Đức và chỉ lưu lại 2 Tiểu đoàn 1 và 7 để ngăn chặn địch tái chiếm.

## 1975
Những ngày cuối tháng 4, ông cùng gia đình di tản ra khỏi Việt Nam. Sau đó định cư tại Bakerfield, Tiểu bang California, Hoa Kỳ.
Ngày 21 tháng 9 năm 2005, ông từ trần tại nơi định cư. Hưởng thọ 73 tuổi.

## Huy chương
-Bảo quốc Huân chương đệ tứ và đệ ngũ đẳng (ân thưởng)
-Anh dũng Bội tinh với nhành Dương liễu
-Chiến thương Bội tinh.

## Gia đình
- Bào đệ: Các ông Lê Quang Minh[10] và Lê Quang Phước
- Bào muội: Các bà: Lê Thị Ngà, Lê Thị Nguyệt và Lê Thị Kiều
- Phu nhân: Bà Võ Thị Kim (1933-2009)
- Các con: Lê Thị Ngọc Mỹ, Lê Thị Ngọc Dung, Lê Thị Ngọc Mai, Lê Quang Đức, Lê Thị Ngọc Châu, Lê Thị Ngọc Ánh và Lê Thị Ngọc Thu.